# Історія планеризму в Криму
Планерний спорт (планеризм) — вид активного відпочинку і вид спорту, в якому пілоти літають без використання тяги на спеціалізованих літальних апаратах, званих планерами. При сприятливих погодних умовах досвідчені пілоти можуть здійснити переліт на відстань в 100 км до повернення на домашній аеродром; іноді протяжність польоту досягає 1000 км і більше. Тим не менш, при погіршенні погоди може виникнути необхідність приземлення в незапланованому місці, але пілоти мотопланерів можуть уникнути цього, запустивши двигун.

## Історія планеризму в Криму
Історія планеризму в Криму почалася в 1923 р. у селищі Коктебель, де відбулися перші Всесоюзні планерні випробування (ВПВ), на яких були представлені 10 конструкцій планерів.
Околиці Феодосії та Коктебелю можна вважати колискою планеризму на просторах колишнього Союзу. Тут, на плато Узун-Сирт (гора Клементьєва), в 20-30-ті роки минулого століття проводилися перші Всесоюзні планерні зльоти, що дали путівку в життя цілому поколінню радянських авіаторів і авіаконструкторів. Даний район є плато, зігнуте у вигляді дуги довжиною 7 км і тут, над Узун-Сиртом, постійно утворюються висхідні повітряні потоки. Планери можуть ширяти в цих потоках по багато годин без посадки.
Ініціатива організації Всесоюзних планерних змагань виходила від Костянтина Арцеулова, одного з перших російських льотчиків і приборкувача найлютішого ворога авіації тих років — штопору.
У 1923 р в селищі Коктебель відбулися перші Всесоюзні планерні випробування (ВПВ), на яких було представлено 10 конструкцій планерів. Дану подію визнають як точку відліку початку планеризму. 18 листопада Л. Юнгмейстер встановив рекордний ширяючий політ тривалістю 1 год 2 хв 30 сек.
У 1924 році на другі ВПВ було привезено вже 48 конструкцій планерів, з яких 11 конструкцій представляли міста України: Київ, Харків, Одеса, Чернігів, Полтава, Конотоп. Наявність на випробуваннях такої кількості планерів свідчило про велику і важку працю, проведену за рік ентузіастами планеризму.
Після революції в безмоторну авіацію спрямувався потік талановитих новаторів, людей, безмежно відданих небу, польоту, пошукам нових нетрадиційних рішень, пов'язаних з підкоренням повітряного океану. З цих ентузіастів формувалися згодом цілі напрямки радянської, а багато в чому і світової авіації.
У цих і наступних змаганнях взяли участь майбутні видатні вчені і конструктори авіаційної і космічної техніки: О. К. Антонов, С. В. Іллюшин, О. С. Яковлєв, А. М. Туполєв,  С. П. Корольов, М. К. Тихонравов, Ю. А. Побєдоносцев, В. Ф. Болховітінов, Д. Л. Томашевич, М. Й. Гуревич, В. С. Пишнов, С. М. Люшин, І. П. Толстих, Г. Ф. Проскура, В. П. Ветчинкін, Б. І. Черановський, Б. В. Раушенбах, Б. Н. Шереметєв, В. К. Грибовський, O. В. Чесалов, М. O. Тайц, Г. П. Свищев та ін.
Весни 1925 р. найкращі планеристи країни взяли участь у міжнародних змаганнях у Німеччині.
Треті Всесоюзні змагання в Коктебелі відбулися в 1925 р. Це вже ставало традицією. Кількість ентузіастів створення планерів і польотів на них зростає. Саме з планерного гуртка почав свій шлях у велику авіацію відомий полярний льотчик Герой Радянського Союзу Олексій Граціанський і майбутній Головний конструктор ракетно-космічних систем Сергій Корольов.
Харківські гуртки представили три планери: «Харьківець», С. Рильцева, «Пілот» і «Лелека» М. Гуревича. М. Гуревич згодом став сподвижником А. Мікояна і співавтором винищувачів марки МіГ.
У змаганнях в Коктебелі взяли участь і німецькі планеристи, які прибулі зі своїми сімома планерами.
Конструктори планерів, які найчастіше одночасно були і пілотами, прибували на зліт в Коктебель з одним бажанням — негайно починати польоти. Однак конструкції, побудовані інколи людьми вельми далекими від авіації, представляли в деяких випадках пряму небезпеку для життя.
Було створено технічний комітет, який впродовж багатьох років незмінно очолював чудовий авіаконструктор С. В. Іллюшин. Робота техкому була надзвичайно складна і відповідальна. Даючи «путівку в життя» планеру, представники техкому брали на себе подальшу моральну відповідальність за безпеку польотів.
На третій зліт зі своїм планером «Білгородець» вперше до Коктебелю прибув Б. Шереметєв, що згодом став відомим конструктором планерів марки «Ш».
В період 1924–1925 рр. географія розташування планерних гуртків охопила всю країну. До 1933 р. в СРСР налічувалося вже 500 планерних гуртків, число яких у найближчі роки було подвоєно. Стали організовуватися планерні станції, на яких пілоти отримували теоретичну підготовку, будували планери, вчилися літати. Загальносоюзної школою планеризму стала Вища льотно-планерна школа в Коктебелі.
У четвертих планерних змаганнях в Коктебелі вперше брав участь студент МВТУ С. П. Корольов, що переїхав до Москви.
На сьомому Всесоюзному зльоті серед представлених планерів особливо виділялися «Місто Леніна» О. Антонова і «Червона зірка» С. Корольова. Модель планера «Місто Леніна» в масштабі 1:5 продувалася в аеродинамічній трубі Ленінградського політехнічного інституту. Таким чином, планер «Місто Леніна» став найкращим планером змагань за аеродинамічними характеристиками і був охарактеризований як нове слово вітчизняної планерної конструкторської думки.
Одномісний пілотажний планер конструкції С. П. Корольова «Червона зірка» СК-3 призначався для виконання фігур вищого пілотажу, а також для вимірювання навантажень, що виникають у польоті. 28 жовтня 1930 р. льотчик В. Степанчонок на цьому планері вперше виконав мертву петлю.
У 1932 р VIII Всесоюзний планерний зліт привернув увагу всієї авіаційної громадськості. На зльоті були присутні начальник Глававіапрому П. Баранов, начальник ЦАГІ М. Харламов, знаменитий авіаконструктор А. Туполєв та інші працівники військової та цивільної авіації.
У Криму було проведено 11 зльотів планеристів, які дозволили підготувати плеяду класних пілотів-парителів, які в перші ж роки рівнинного планеризму зуміли досягти видатних успіхів.
Чи не більш важливим видається історичне значення Гори. Саме тут виник вітчизняний планеризм, більше десятиліття збиралися ентузіасти ширяючого польоту, творчо змужніли видатні діячі авіаційної науки і техніки, герої-льотчики і творці космічних кораблів, тут вони раз і назавжди полюбили небо.
В 1970-80-ті роки околиці Феодосії та Коктебелю були використані для перших зльотів і змагань дельтапланеристів, а потім і парапланеристів. Не випадково саме тут існують унікальні в своєму роді музеї — Музей дельтапланеризму у Феодосії і Музей планеризму на горі Узун-Сирт.

## Сучасний стан планеризму в Криму
В радянський час масового повітроплавного туризму не було — це була пристрасть ентузіастів. Зараз ситуація змінилася, і сьогодні Коктебель і Феодосія є визнаними центрами не тільки туризму, а й повітроплавного спорту. Щороку на початку травня в Коктебелі проводяться міжнародні змагання «Повітряне братство» та чемпіонат України з польотів на теплових аеростатах, в яких можна взяти участь у показових польотах як пасажир.
Відпочиваючи в цьому регіоні, можна як самостійно, так і з інструктором піднятися в небо і здійснити захоплюючий політ над найближчими околицями і горами Карадагу на планері, параплані або мотодельтаплані.
Сьогодні планери на горі Узун-Сирт побачити можна досить рідко. Їхнє місце зайняли дельтаплани і параплани. Для тих, хто просто хоче відчути радість ширяння в повітрі, практично скрізь у Криму влітку організовані польоти над морем і узбережжям на мотодельтаплані з пілотом. Можна також політати на дельтапланах і парапланах, буксируваних катерами. Крім цього, для польотів на дельтапланах та парапланах непогані можливості мають, але поки рідко використовуються, плато Ай-Петрі, Чатир-Дагу і Демерджі. Є дельтадроми і під Сімферополем.

## Виноски
1. ↑  Архівована копія. Архів оригіналу за 11 серпня 2012. Процитовано 23 вересня 2014.{{cite web}}:  Обслуговування CS1: Сторінки з текстом «archived copy» як значення параметру title (посилання)
2. ↑  Архівована копія. Архів оригіналу за 11 травня 2015. Процитовано 23 вересня 2014.{{cite web}}:  Обслуговування CS1: Сторінки з текстом «archived copy» як значення параметру title (посилання) [Архівовано 2015-05-11 у Wayback Machine.]